# White Bear
«White Bear» —en español: «Oso blanco»— es el segundo episodio de la segunda temporada de la serie de ciencia ficción distópica británica Black Mirror, y el quinto de la serie en general. Escrito por el creador de la serie, Charlie Brooker, está dirigido por Carl Tibbetts y se estrenó el 18 de febrero de 2013 en Channel 4.  
Victoria (Lenora Crichlow) es una mujer que no recuerda quién es. Despierta en un lugar donde casi todo está controlado por una señal de televisión. Junto con algunas de las pocas personas que -supuestamente- no se ven afectadas por la emisión (Michael Smiley y Tuppence Middleton) deben detener el transmisor, llamado "Oso Blanco", mientras sobrevive a un despiadado grupo de perseguidores. El episodio refleja varios aspectos de la sociedad contemporánea como la cobertura mediática de asesinatos, los efectos de la tecnología en la empatía de las personas, la desensibilización, la violencia como entretenimiento, la vigilancia, los conceptos de justicia y castigo y la naturaleza de la realidad. 
Brooker originalmente escribió el episodio en un ambiente apocalíptico pero, cuando el guion estaba a punto de ser filmado en una base de la Real Fuerza Aérea del Reino Unido, decidió reescribir la historia eliminando algunos detalles que consideró útiles para una historia posterior. El cambio principal fue un giro de la trama al final posteriormente alabado por la crítica que lo consideraron el aspecto más impresionante del episodio. Los aspectos de terror recuerdan a la película The Wicker Man (1973), al videojuego de Rockstar Games Manhunt (2003) y también se han observado similitudes con The Twilight Zone.

## Argumento
Victoria Skillane (Lenora Crichlow) se despierta en una casa con un fuerte dolor de cabeza y padeciendo amnesia. Rodeada por imágenes de una niña pequeña (Imani Jackman), de quien asume es su hija, además por como fotos de ella y de un hombre (Nick Ofield), percibe una impactante señal de televisión. Sale de la casa y descubre que varias personas la graban con sus teléfonos ignorando sus peticiones de ayuda. 
Súbitamente un hombre enmascarado aparece y le empieza a disparar con una escopeta. Ella huye y, en su escapada, se encuentra con Jem (Tuppence Middleton) y Damien (Ian Bonar). Jem y la mujer escapan del hombre enmascarado que logra matar a Damien. Jem explica a VIctoria que una señal misteriosa comenzó a aparecer a través de televisión e internet que convirtió a la mayoría de la población en seres pasivos que no hacen otra cosa que grabar las cosas que suceden a su alrededor sin interactuar. La mujer y Jem no se ven afectadas por la señal, pero también son un objetivo para los denominados "cazadores", seres sádicos humanos inafectados. Jem planea llegar a un transmisor, "Oso Blanco", con el objetivo de destruirlo y detener el efecto que causa la señal en el área.
Mientras se dirigen al transmisor, un hombre llamado Baxter (Michael Smiley), que tampoco está afectado por la señal, las recoge. Las amenaza con una escopeta en un bosque donde se pueden ver varios cuerpos crucificados y colgados. Cuando la mujer está a punto de ser torturada Jem mata a Baxter. Continúan viajando al transmisor y Victoria comienza a recordar eventos pasados. Finalmente alcanzan el transmisor pero son atacadas por dos cazadores. La mujer logra zafarse y robar una escopeta y dispara a su atacante. Pero el arma en lugar de balas sólo dispara confeti.
En ese momento las paredes del transmisor se abren mostrando un público sentado en un plató de televisión aplaudiendo. Jem, Damien y los cazadores se revelan como actores. Victoria está atada a una silla y Baxter aparece en escena explicando lo sucedido. Su nombre es Victoria Skillane, la niña de la foto es una niña de seis años llamada Jemima Sykes. Victoria y su novio, Iain Rannoch, secuestraron a la niña a pocos kilómetros de su casa. Iain torturó y mató a la niña antes de quemar su cuerpo, mientras Victoria grabó todas las acciones en su teléfono móvil. El "Oso Blanco", originalmente el osito de peluche de la niña víctima, se convirtió en un símbolo nacional de la búsqueda y, posteriormente, la investigación del asesinato. El símbolo mostrado en televisión era idéntico al tatuaje con el que se logró identificar a Iain durante la investigación. Fruto de la presión psicológica, antes del juicio, Iain se suicidó en su celda. Victoria, tras declararse culpable insistiendo en que estaba "bajo el hechizo de Iain", fue sentenciada a sufrir diariamente el castigo que acababa de pasar.
Victoria pasando por entre la multitud que, azuzada por el personal, está clamando por su sangre es conducida de regreso al complejo hasta donde se despertó. Mientras Victoria muestra imágenes de Jemima, Baxter coloca unos electrodos sobre su cabeza, para borrar de su memoria los eventos del día, un procedimiento que se revela doloroso y agónico. A lo largo de los créditos finales los sucesos del nuevo día se ven desde el punto de vista del personal y de los visitantes del "Parque de Justicia Oso Blanco" que cada día interpretan a las personas que graban a Victoria.

## Reparto
- Lenora Crichlow - Victoria Skillane
- Michael Smiley - Baxter
- Tuppence Middleton - Jem
- Ian Bonar - Damien
- Elisabeth Hopper - Mujer Del Cuchillo
- Nick Bartlett - Soldador
- Nick Ofield - Iain Rannoch
- Russell Barnett - Reportero
- Imani Jackman - Jemima Sykes

## Recepción crítica
El episodio ha tenido una buena recepción entre la crítica especializada. En el portal IMDb se le otorga una puntuación de 8,2 sobre 10 basándose en 13.724 votaciones. En FilmAffinity España le otorga una puntuación de 7,4 sobre 10 basándose en 25.094 votos.
Natalia Marcos y Eneko Ruiz Jiménez en el artículo ""Black Mirror": todos los episodios ordenados de peor a mejor" publicado en el diario El País le otorga la posición 15 de 19 reseñando: "Una mujer despierta sin recordar quién es. No sabe dónde está ni por qué toda esa gente la graba con los móviles. No sabe por qué la persigue esa gente disfrazada. Lo que sí sabe es que tendrá que ir a White Bear, supuestamente un punto seguro. Al final, como suele pasar en los capítulos de Black Mirror, las cosas no son como parecían y un giro obliga a replantearse toda la historia. Un capítulo desasosegante de la segunda temporada de la serie, con un ritmo frenético, pero por debajo de la media".
Daniel de Partearroyo en el artículo "‘Black Mirror’ del peor al mejor episodio" publicado en el suplemento Cinemanía del diario El Mundo le otorga la posición 4 de 13 afirmando: "Puede que la dimensión alegórica de cuento moral y aleccionador también sea demasiado machacona en Oso Blanco, pero la fuerza de este episodio no se agota en la desorientación que sientes la primera vez que ves a su protagonista huyendo de enemigos armados y muy bien ataviados con cabezas de animales, como está mandado. Una vez que se revela el giro sorpresa, en la mejor tradición de La Dimensión Desconocida, la angustia no sólo se multiplica exponencialmente, sino que, como en los grandes episodios de la serie, da pie a un debate ético no por trillado menos pertinente".
Mikel Zorrilla en el artículo "'Black Mirror' lleva al extremo tecnológico la ley del talión en 'White Bear'" del portal EspinOf indica: "Todo era un gran show ideado para martirizar a la protagonista por su implicación en el secuestro de una niña, la cual fue torturada y finalmente asesinada por su prometido sin que ella hiciera nada más allá de grabar lo sucedido como si nada. Queda así al descubierto que todo lo que hemos visto hasta entonces es una mera manipulación, tanto del espectador como de la protagonista, con la diferencia de que nosotros nos conformamos con reacciones con asombro, extrañeza o la sensación de estar asistiendo a una completa estafa, mientras que para ella no ha sido más que el comienzo de su castigo equivalente al delito cometido".
Mark Monaham en The Daily Telegraph otorga una puntuación de 4,5 sobre 5 al episodio señalando: "es una pieza interesante y eficiente de una narrativa adelantada a su tiempo, que sobre todo se burla de nuestro anhelo neo-medieval por la humillación reinventada como entretenimiento".